# Muera-Plateau
Das Muera-Plateau, auch bekannt als Rondo-Plateau, ist ein Mittelgebirge in der Region Lindi in Südost-Tansania. Es liegt zwischen den Flüssen Mbwemburu und Lukuledi. Es ist bis zu etwa 899 m hoch und wurde in der Kreidezeit gebildet. Das Muera-Plateau besteht wie das Makonde-Plateau überwiegend aus rotem bis rotbraunem Sandstein, der auf Gneis-Schichten liegt.